# Перес, Хесус
Хесус Перес (англ. Jesús Pérez; род. 11 сентября, 1995 года, Арима, Тринидад и Тобаго) — тринидадский футболист, защитник узбекистанского клуба «Истиклол».

## Биография
Начинал свою карьеру в клубе «Норт-Ист Старз». Позднее выступал за другие ведущие тринидадские команды. В 2015 году Перес вызывался в молодежную сборную страны. 10 марта 2017 года он дебютировал за главную национальную команду в товарищеском матче против Барбадоса, в котором тринидадцы победили со счетом 2:0. В поединке он вышел на замену на 53-й минуте вместо Даниила Сайруса.

## Достижения
- Обладатель Кубка Тринидада и Тобаго (1): 2015.
- Финалист Карибского клубного чемпионата (1): 2017.